# Дворец Ольденбургских (Рамонь)
Дворец Ольденбургских — усадебный дом конца XIX века в посёлке городского типа Рамонь Воронежской области. Редкий для русской глубинки памятник кирпичной неоготики. Принадлежал русской ветви Ольденбургского дома.

## История
В 1879 году княгиня Евгения Максимилиановна Романовская, герцогиня Лейхтенбергская (по мужу — принцесса Ольденбургская) купила имение в посёлке Рамонь Воронежской губернии. В 1883 году по проекту архитектора Христофора Нейслера началось возведение замка для супругов. За три года были возведены стены метровой толщины, а к 1887 году была завершена внутренняя отделка.
Дворец построен в «староанглийском» стиле. Напротив господского дома — ворота с башней с вмонтированными в неё башенными часы марки «F. Winter» и флигель, названный «свитским корпусом», так как там размещалась свита, сопровождавшая знатных особ, посещавших усадьбу.
Принцесса занималась тем, что обустраивала жизнь в селе. В частности, она построила первую в России конфетную фабрику с применением паровых машин, которая получила название «Паровая фабрика конфет и шоколада». Продукция фабрики имела международное признание, завоевав большое количество наград на различных всемирных выставках.
Также в селе появилась водонапорная башня (во дворце был водопровод как с горячей, так и с холодной водой), а рядом с ней — два дома для прислуги принцессы. Именно при ней была учреждена стипендия Её высочества принцессы Ольденбургской, появились столовая и лечебница для местных жителей и железная дорога. При этом в посёлок постоянно приезжали новые крестьяне. В итоге Рамонь стала расширяться и из захолустного поселения превратилась в довольно зажиточное.
В 1901 году 33-летний сын Евгении и Александра Ольденбургских Пётр женился на 19-летней сестре императора Николая II Ольге. В подарок им неподалёку от замка был построен особняк, прозванный «Уютным». Однако подарок не понравился Ольге, и для молодожёнов было куплено соседнее имение, названное впоследствии Ольгино.
После Октябрьской революции хозяйка замка была вынуждена перебраться в Финляндию, а затем во Францию. Имение было разорено неким управляющим по фамилии Кох. После революции здесь по очереди располагались казарма, школа, больница, заводоуправление и т. д.
Существует легенда, будто в годы войны немецкие войска, узнав, что у хозяев замка немецкие корни, отказались его бомбить, разослав листовки: «Дворец бомбить не будем». Во время бомбардировок местные жители стали прятаться в нём.

## Современность
С конца 1970-х годов дворец закрыт на реставрацию. Всё это время здание непригодно для эксплуатации, но несмотря на это в нём проводились экскурсии. Дворец стал первым культурным объектом, попавшим в сферу контроля только что созданного Фонда поддержки культурного наследия Воронежской области (5 июля 2010 года).; в конце того же года (28 декабря) памятник перешёл в областную собственность.
В 2007 году администрация пыталась сдать дворец в аренду с условием сохранения Дворца как памятника архитектуры федерального значения. Одним из основных условий арендного договора является сохранение. Однако конкурс не состоялся по причине того, что его участники высказались за увеличение срока аренды и включение в арендную плату (от 2 миллионов рублей в год) инвестиционной составляющей.

В 2014 году на территории комплекса открыт музей — историко-культурный центр «Дворцовый комплекс Ольденбургских». В 2021 году комплекс открылся для туристов в рамках «Императорского маршрута»

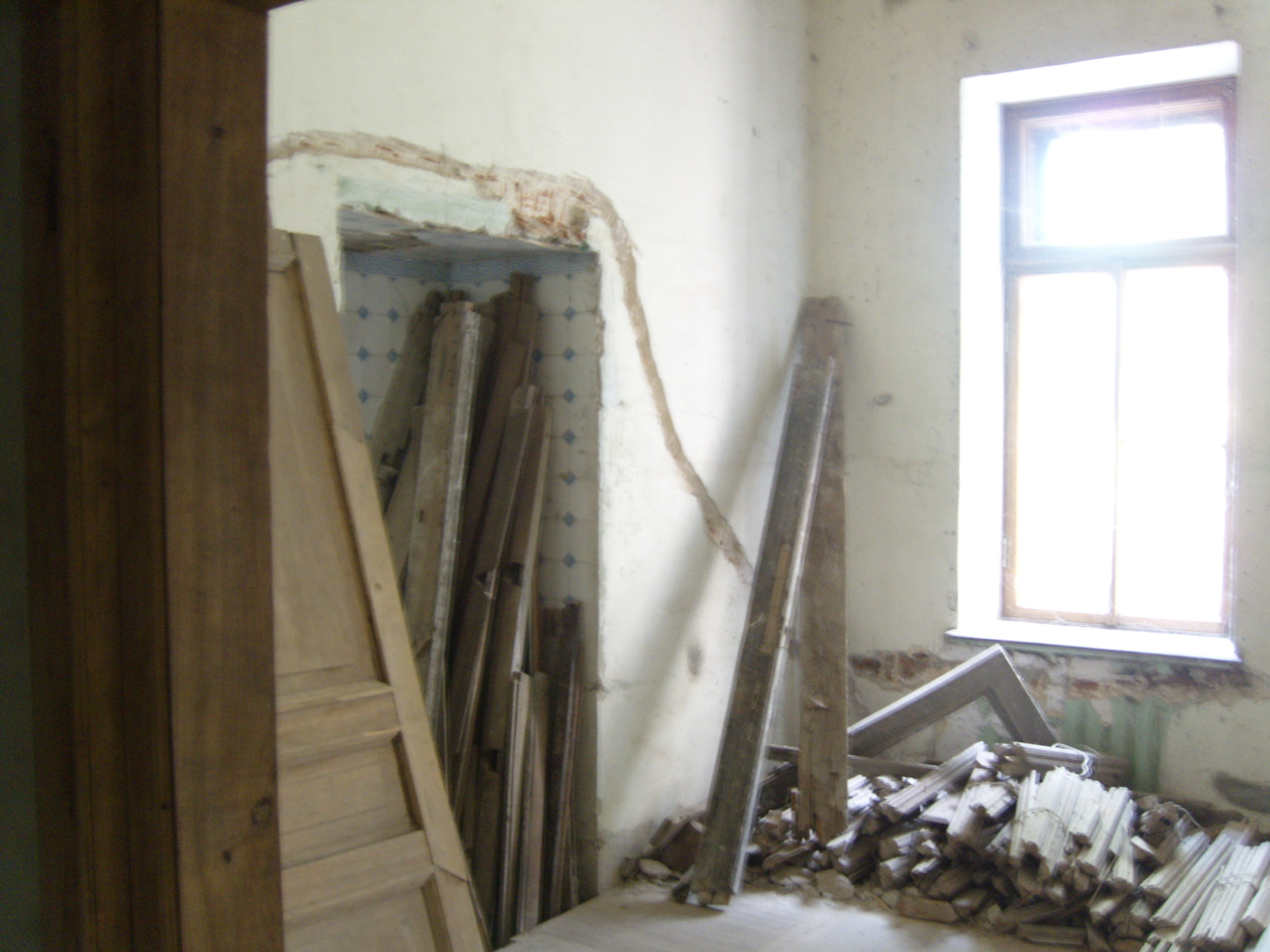
Душевая (июль 2009)
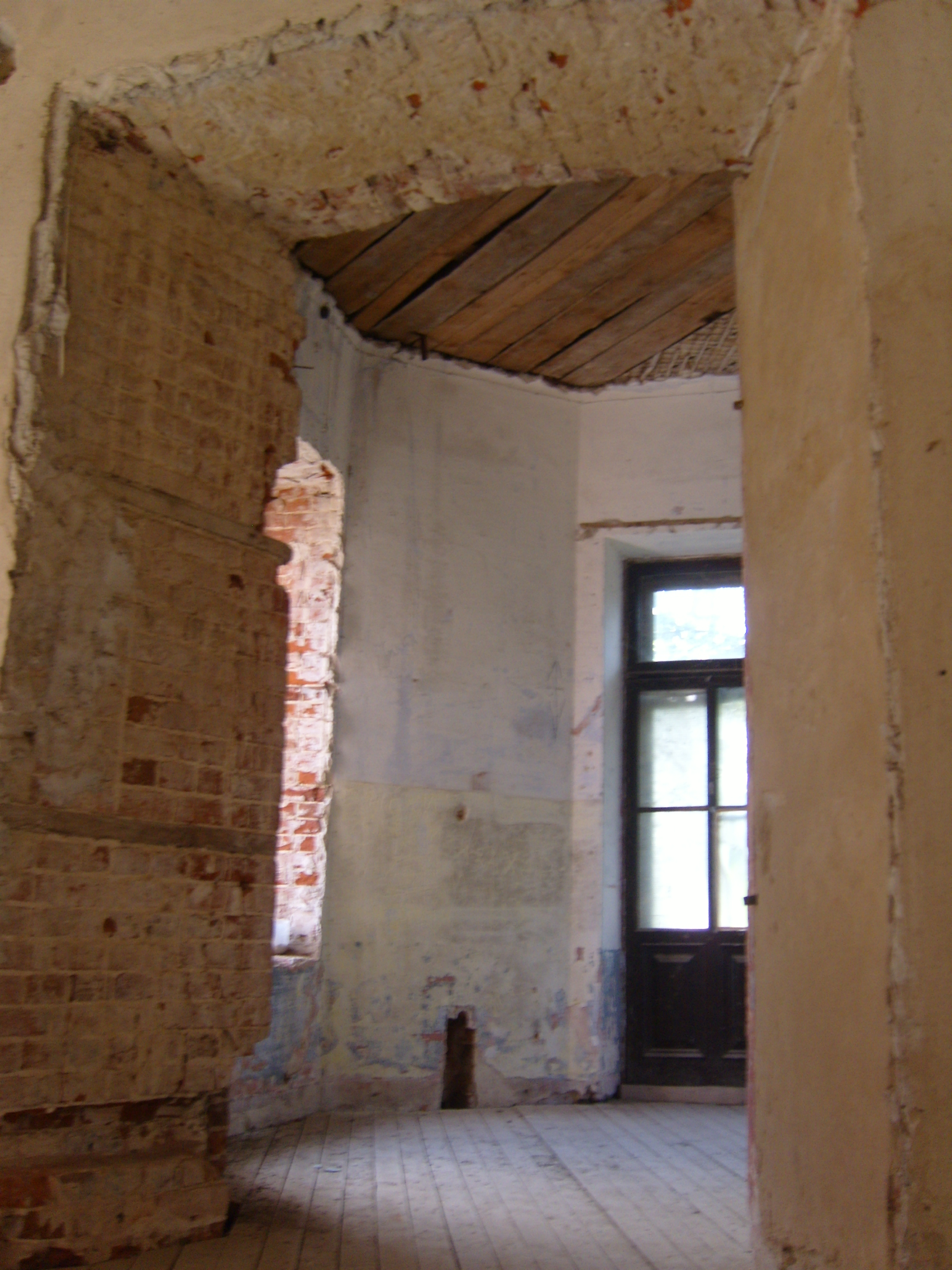
Комната в замке
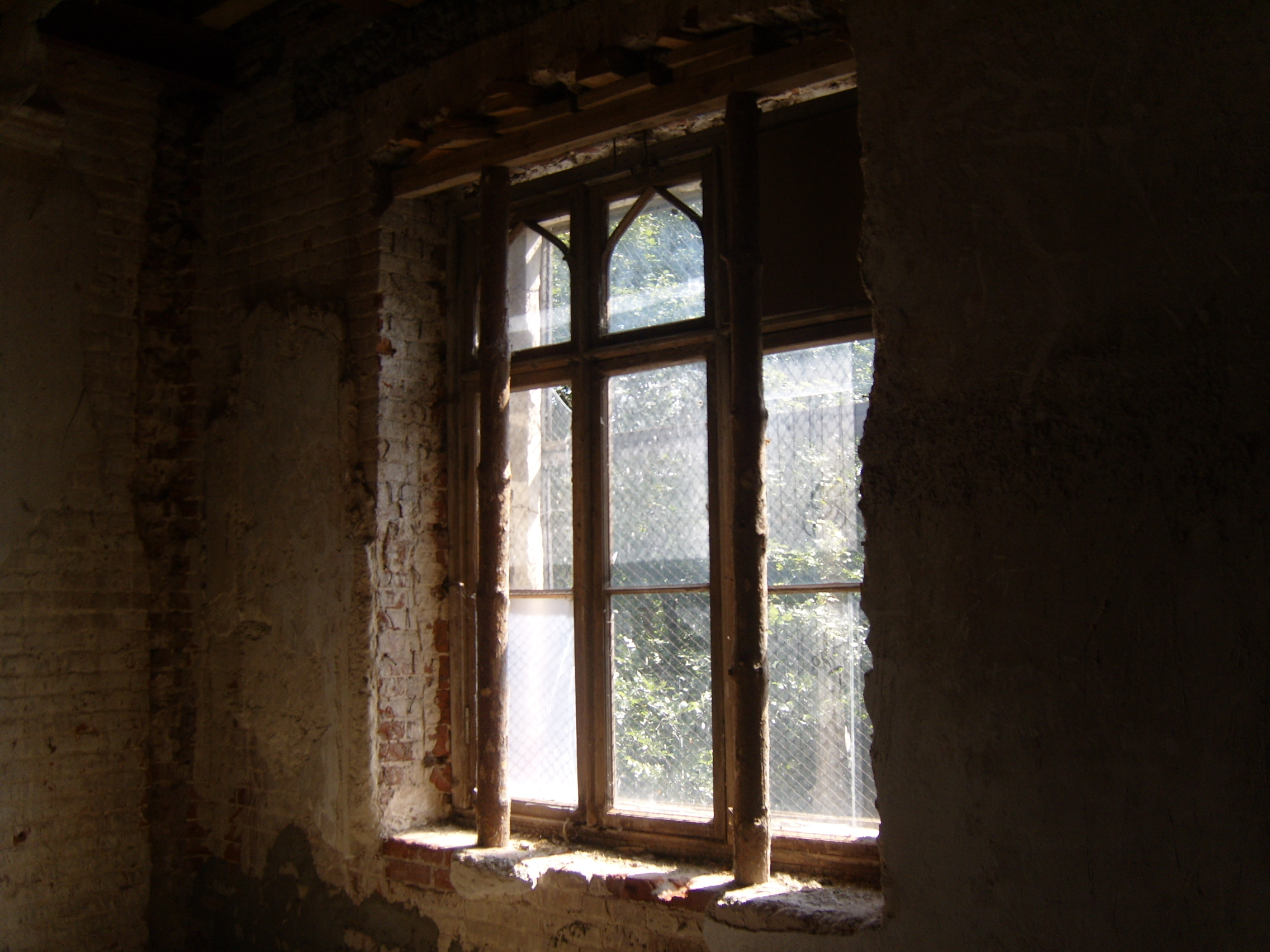
Окно замка
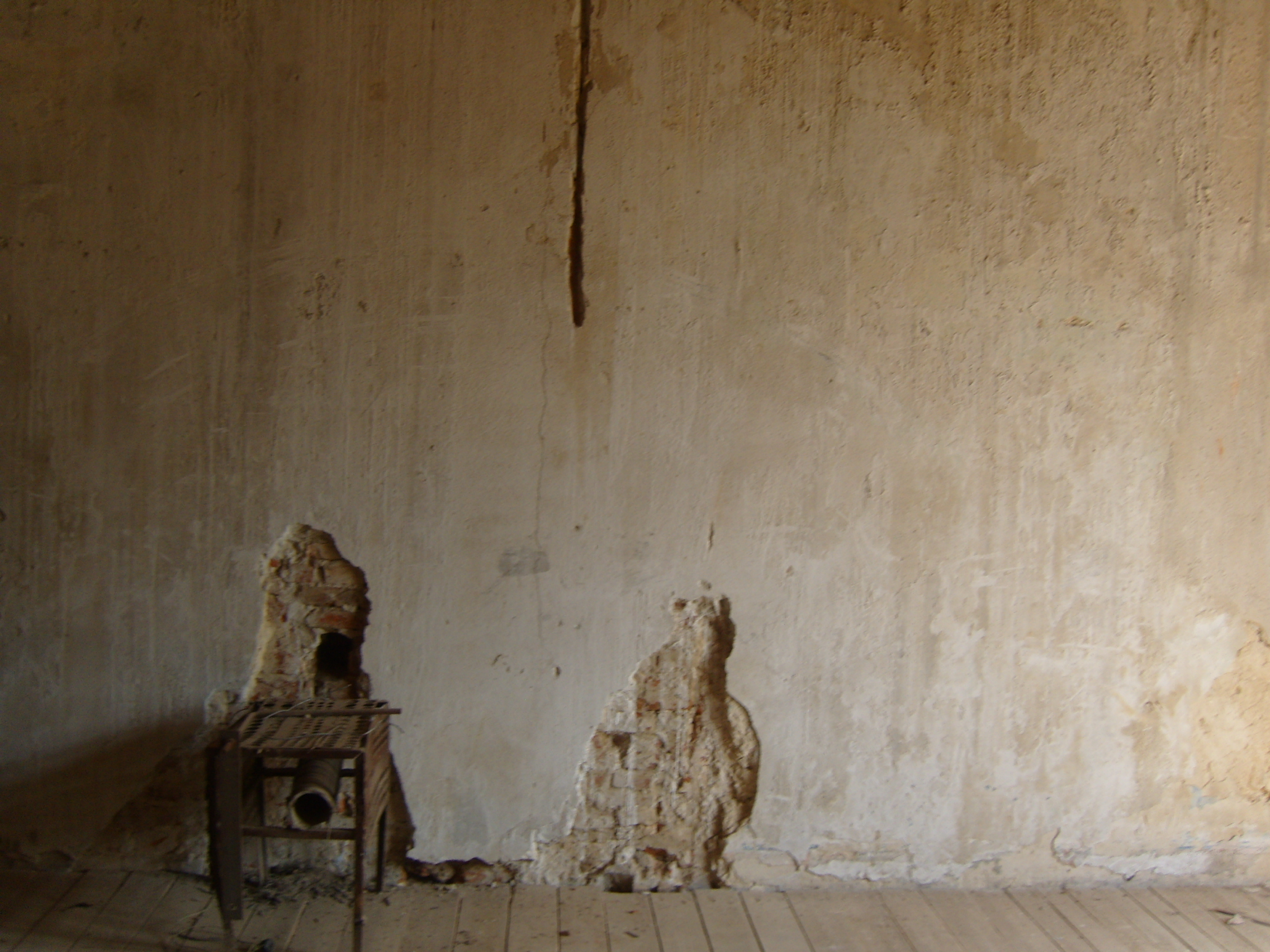
Трещина
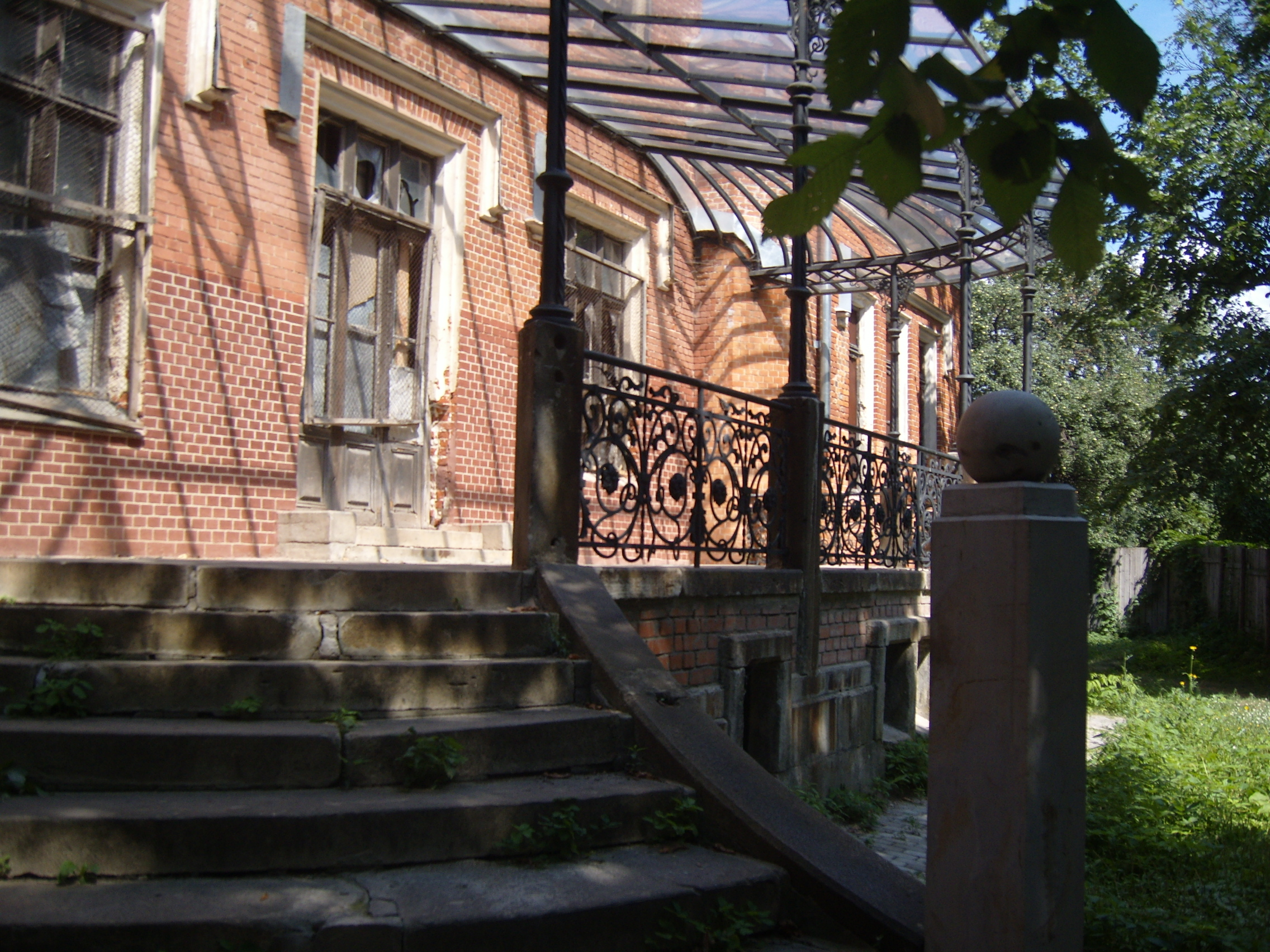
Восстановленная стеклянная галерея
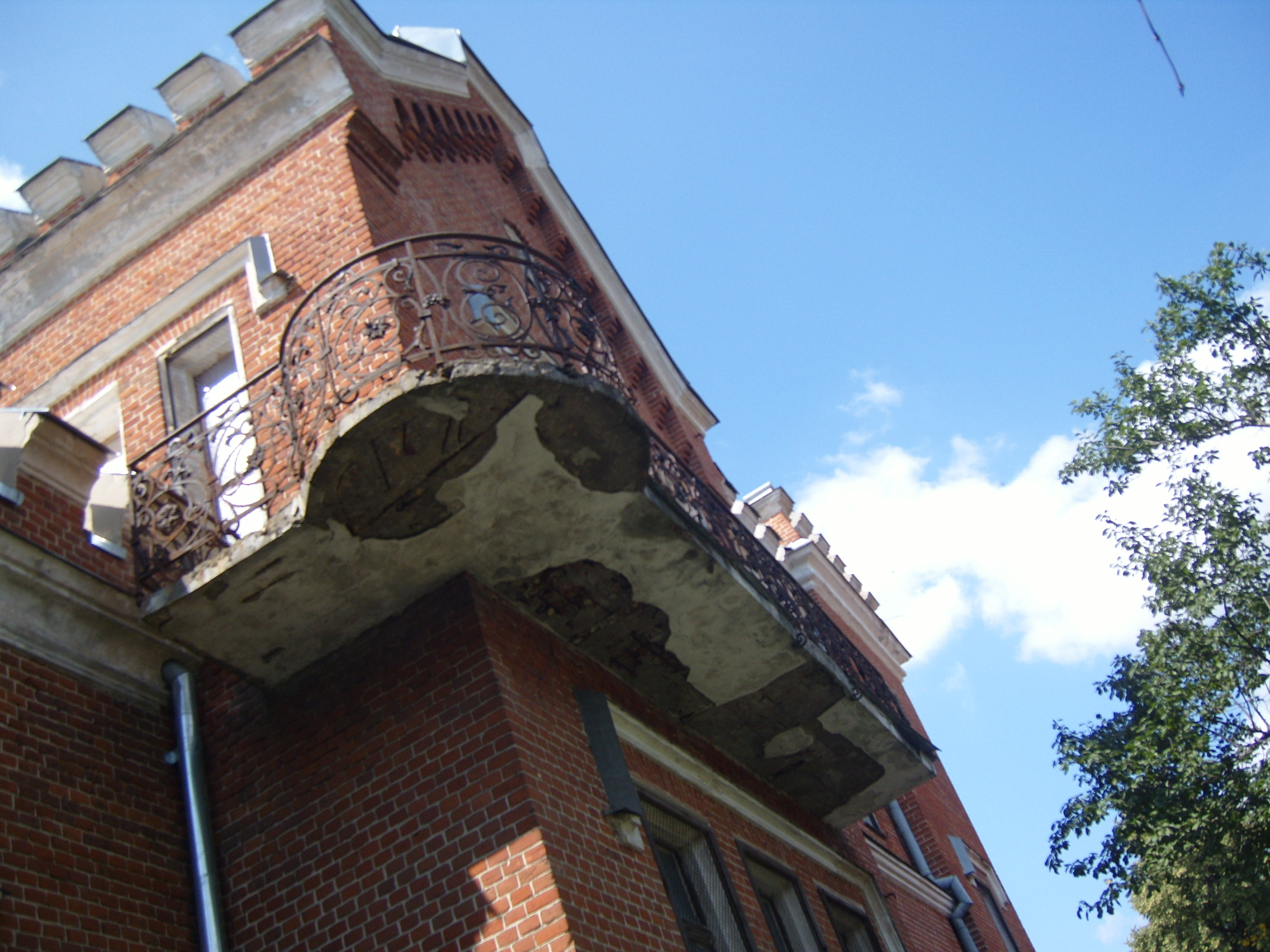
Балкон

### Проекты реставрации
В 2007 году территориальным управлением Росимущества по Воронежской области, администрацией области и администрацией Рамонского района было принято решение о сдаче замка в аренду сроком на 25 лет. Одним из основных условий арендного договора является сохранение Дворца как памятника архитектуры федерального значения. Однако конкурс не состоялся по причине того, что его участники высказались за увеличение срока аренды и включение в арендную плату (от 2 миллионов рублей в год) инвестиционной составляющей.
Весной 2007 года в Рамонь с дружественным визитом прибыл праправнук русского царя Александра II, принц Майкл Кентский. Он учредил именную стипендию лучшим студентам Воронежского государственного университета и, по слухам, собирался выкупить дворец, однако местные власти не дали добро на эту сделку, поскольку объект является федеральной собственностью.

20 октября 2009 года в Рамони состоялась презентация проекта реставрации Дворца, выполненного немецкими архитекторами. Дворец также посетила Бибиан Дорнер, принадлежащая к семейству бывших владельцев. В планах инвесторов восстановление исторической части Дворца и воссоздание окружающей территории с сохранением всех имевшихся зданий, а также строительство гостиничного комплекса, который, по планам архитекторов, должен гармонично вписаться в исторический ансамбль. Инвестиции в проект планируются полностью с немецкой стороны. Общая сумма инвестиций составит около 40 миллионов евро. Инициатором проекта выступила немецкая компания «Ониксдата», автор проекта — архитектор Жан Пьер де Л'Ор. 

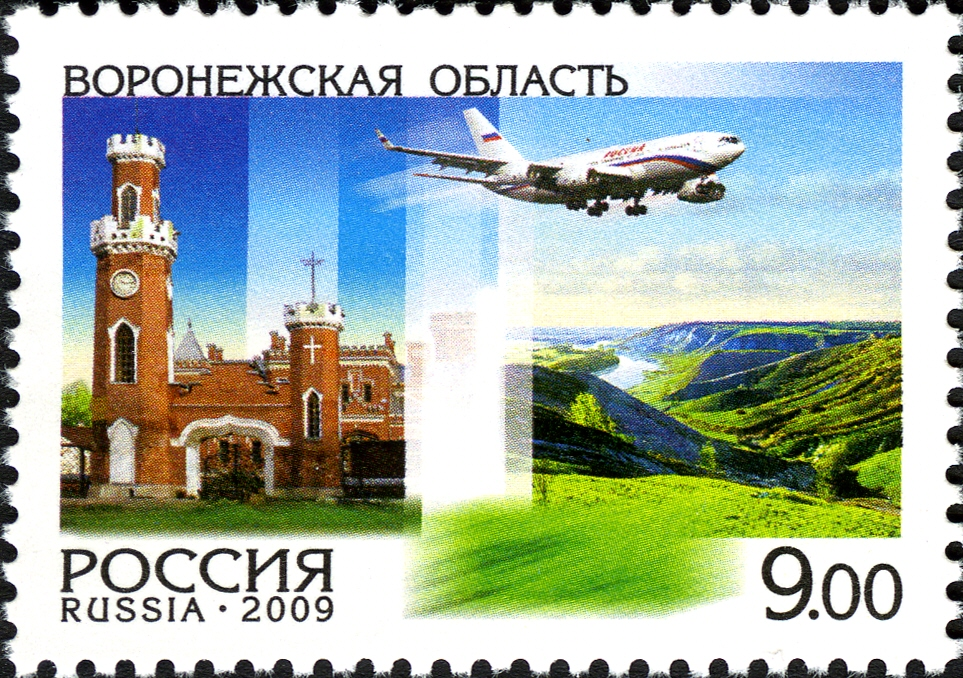
Марка почты России, посвященная Воронежской области

4 февраля 2010 года губернатор Воронежской области Алексей Гордеев объявил, что до конца года в Рамонском районе планируется создать туристический центр. В рамках проекта будут произведены строительство гостиницы «Дворец Рамонь» и реконструкция дворца.
9 сентября планировалось провести ещё один аукцион на право аренды Дворца сроком на 49 лет, однако 1 сентября ГУ «Фонд государственного имущества Воронежской области» объявило о его переносе на неопределённый срок. В правительстве Воронежской области было пояснено, что причина «в технических недоработках при составлении документации для проведения аукциона».
Очередная встреча с немецкими инвесторами состоялась в конце ноября 2010 года. Компания ONIKSDATA не отказалась от участия в проекте. Областное правительство предложило инвесторам два варианта сотрудничества: либо через заключение договора аренды, либо через концессионное соглашение. Также было обещано, что в течение декабря будут определены объёмы, условия и сроки проведения реконструкции.
14 июня 2012 года государственный эксперт министерства культуры Франции Оливье Даме представил губернатору Воронежской области Алексею Гордееву проект дизайна парка вокруг дворца. План территории подразумевает два основных пространства. Первое, ближайшее к дворцу, будет открытым, практически полностью освобождённым от деревьев, чтобы не закрывать вид на дворец. Второе же и будет представлять собой собственно парк с обширными кустарниками, цветниками и деревьями. Эта часть будет разделена осями, разделяющими всю площадку на зелёные комнаты: по мнению автора проекта, они существовали здесь изначально. Центральной её частью станет так называемая «розетка» — основной цветник, который будет выполнен во французской технике, широко распространённой в XIX веке, в том числе и в России. При этом сам Алексей Гордеев отметил, что работа по восстановлению Дворца и территории вокруг него будет вестись постепенно и что проект реконструкции самого Дворца будет полностью разработан к концу года. В настоящее время Верхний парк — является уникальным объектом области и любимым местом для прогулок.

## Дарственный камень
В 2011 году воронежские поисковики нашли на территории посёлка дарственный камень «Бомарзунд», по легенде подаренный принцессе Ольденбургской императором Александром II. Памятник получил название от крепости Бомарсунд, расположенной на Аландском архипелаге в Балтийском море и уничтоженной в 1854 году англо-французскими войсками в ходе Крымской войны. Считается, что именно там император Александр II подписал дарственную на имение в Рамони, а вместе с документом отправил в подарок гранитный монолит из камня, оставшегося от крепости, с дарственной надписью.
По словам местных жителей, в 1960-е или 1970-е годы монумент был подкопан кладоискателями. Клад они так и не нашли, а памятник провалился в подкоп. 30 лет на его месте была свалка, в которую местные жители сбрасывали бытовые отходы. От памятника остались фотографии, найденные в местном краеведческом музее. Однако в ленинградском архиве существует фотография точно такого же памятника, на постаменте которого дарственная надпись уже от императора Александра III. Он мог стать ещё одним доказательством версии историков о том, что имение было подарено принцессе императором, а не было выкуплено Ольденбургскими, однако никакой надписи на памятнике так и не было найдено.
«Бомарзунд» был найден во многом благодаря рамонским школьникам, в течение 2 лет собиравшим информацию о нём и вычислившим его предполагаемое местоположение. Подключившаяся к поиску памятника поисковая организация «Дон» нашла его ровно в указанном месте.